# Panpsychismus

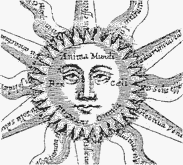
Ilustrace novoplatonického konceptu světové duše vycházející z Absolutna, v některých ohledech předchůdce moderního panpsychismu

Ve filosofii mysli zastává panpsychismus názor, že mysl nebo aspekt mysli je fundamentální a všudypřítomná vlastnost reality. Panpsychismus je také popsán jako teorie, která říká, že mysl je fundamentální vlastnost světa, která existuje napříč vesmírem. Je to jedna z nejstarších filozofických teorií, a je připisována různým filozofům, mezi nimi Thales, Platón, Spinoza, Leibniz, William James, Alfred North Whitehead, Bertrand Russell a Galen Strawson. V 19. století byl panpsychismus výchozí filozofií mysli Západního myšlení, avšak se vzestupem logického positivismu se dočkal ústupu. Nový zájem o obtížný problém vědomí oživil zájem o panpsychismus.